# ラフ・カット
ラフ・カット（Rough Cutt）は、1980年代に活動したアメリカ合衆国カリフォルニア州出身のヘヴィメタル・バンド。

## 来歴
1980年代初期にサンディエゴで結成される。当初はジェイク・E・リーが在籍していたが、メンバー・チェンジが続き、アミア・デラク加入後、ワーナー・ブラザース・レコードからメジャー・デビュー・アルバム『ラフ・カット』（1985年）を発表した。2枚のアルバムを発表した後、ポール・ショーティノがバンドを脱退してクワイエット・ライオットに加入した。ペリモア・マッカーティ（元ウォリアー）が一時的に在籍するが、ほどなく解散。アミア・デラクは、後にオージーで活動。
1996年には、1980年代のライブ音源を中心に収録した『Rough Cutt Live』が発表された。その後、ポール・ショーティノは新メンバーを加え、ラフ・カットを再結成させた。

## ラインナップ
第一期 (1982年-1983年)
- ポール・ショーティノ (Paul Shortino) - リード・ボーカル ※後にクワイエット・ライオットに加入。キング・コブラでも活動。
- ジェイク・E・リー (Jake E. Lee) - ギター ※後にオジー・オズボーンに加入。
- クロード・シュネル (Claude Schnell) - キーボード ※後にディオに加入。
- ジョーイ・クリストファニリ (Joey Cristofanilli) - ベース
- デイヴ・アルフォード (Dave Alford) - ドラム

第二期 (1983年-1984年)
- ポール・ショーティノ (Paul Shortino) - リード・ボーカル
- クレイグ・ゴールディ (Craig Goldy) - ギター ※元ジェフリア、後にディオに加入。
- クリス・ヘイガー (Chris Hager) - ギター
- マット・ソーア (Matt Thorr) - ベース
- デイヴ・アルフォード (Dave Alford) - ドラム

第三期 (1984年-1987年) (2016年-2019年)
- ポール・ショーティノ (Paul Shortino) - リード・ボーカル
- アミア・デラク (Amir Derakh) - ギター ※後にオージーに加入。
- クリス・ヘイガー (Chris Hager) - ギター
- マット・ソーア (Matt Thorr) - ベース
- デイヴ・アルフォード (Dave Alford) - ドラム

第四期 (1987年)
- ポール・ショーティノ (Paul Shortino) - リード・ボーカル
- ジミー・クレスポ (Jimmy Crespo) - ギター ※元エアロスミス。
- ショーン・マクナブ (Sean McNabb) - ベース ※クワイエット・ライオット、グレイト・ホワイトなどに在籍。後にドッケンに加入。
- ジョン・ホーマン (John Homan) - ドラム ※マグネチュード・ナイン

第五期 (2000年)
- ポール・ショーティノ (Paul Shortino) - リード・ボーカル
- ジミー・クレスポ (Jimmy Crespo) - ギター
- J.T. ギャレット (J.T. Garrett) - キーボード
- ショーン・マクナブ (Sean McNabb) - ベース
- ジョン・ホーマン (John Homan) - ドラム

第六期 (2019年)
- デイヴ・アルフォード (Dave Alford) - ドラム
- クリス・ヘイガー (Chris Hager) - ギター
- スティーヴン・セント・ジェームス (Steven St. James) - リード・ボーカル
- ジェフ・ブエーナー (Jeff Buehner) - ベース
- ダレン・ハウスホルダー (Darren Housholder) - ギター

## ディスコグラフィ

### アルバム
- 『ラフ・カット』 - Rough Cutt (1985年、Warner Bros.)
- 『ウォンツ・ユー』 - Wants You! (a.k.a. Rough Cutt Wants You) (1986年、Warner Bros.)
- Rough Cutt Live (1996年、DeRock) ※ライブ
- Anthology (2008年、Deadline) ※コンピレーション
- The Fiddler Sessions '84 (2019年、Deadline) ※ライブ、ヴァイナル盤のみ